# Ida Lotaryńska
Ida (ur. 1040, zm. 13 kwietnia 1113) – księżniczka lotaryńska, hrabina Boulogne.

## Życiorys
Była córką Gotfryda II Brodatego, księcia Lotaryngii.
W 1057 roku poślubiła Eustachego II, hrabiego Boulogne. Z tego małżeństwa pochodzili:
- Eustachy III z Boulogne,
- Gotfryd z Bouillon,
- Baldwin I z Boulogne.

Zachowało się kilka listów Anzelma z Canterbury adresowanych do Idy.
Została pochowana w opactwie Saint-Vaast w Arras.
Jest czczona jako błogosławiona w diecezjach Arras i Bayeux oraz w samym Boulogne.